# Niels Lunde
Niels Lunde (født 31. oktober 1962) er en dansk journalist, erhvervskommentator og chefredaktør. Han var bl.a. ansvarshavende chefredaktør for Berlingske Tidende i perioden 2002 til 2007.
Han er uddannet cand. scient. pol fra Aarhus Universitet og startede i 1988 karrieren i Dansk Arbejdsgiverforening, hvor han blev redaktionschef på foreningsbladet Arbejdsgiveren.
Lunde blev ansat som journalist på Det fri aktuelt i 1994 med arbejdsmarkedsstof som speciale. I 1995 kom Niels Lunde til Berlingske Tidende, hvor han blev erhvervsredaktør i 1997 og medlem af chefredaktionen i 1999. I 2002 blev han udnævnt til avisens ansvarshavende chefredaktør som efterfølger for Karsten Madsen. 
Niels Lunde var som chefredaktør på Berlingske Tidende tiltalt i sagen om Frank Grevil og offentliggørelsen af fortrolige rapporter fra Forsvarets Efterretningstjeneste. Rapporterne indeholdt trusselsvurderinger om eventuelle masseødelæggelsesvåben i Irak forud for krigen i 2003. I 2006 blev Lunde og de to journalister Jesper Larsen og Michael Bjerre dog frikendt, og frifindelsen blev kaldt en sejr for ytringsfriheden. 
Den 19. april 2007 forlod Niels Lunde sammen med journalistisk chefredaktør Elisabeth Rühne Berlingske Tidende – efter at de havde offentliggjort en omfattende spareplan. Niels Lunde blev samme dag efterfulgt af Lisbeth Knudsen.
Efterfølgende var han erhverskommentator på Politiken fra 2008 til august 2011, hvorefter han tiltrådte stillingen som chefredaktør på Dagbladet Børsen.

## Eksterne referencer
1. ↑  Berlingske-journalister frifundet | Nyheder | DR
2. ↑  Politiken.dk – 12-08-2011 – Niels Lunde skal være chefredaktør på Børsen Hentet 12-08-2011